# Glaucidium dłoniaste
Glaucidium dłoniaste (Glaucidium palmatum) – gatunek byliny z rodziny jaskrowatych (Ranunculaceae), z monotypowego rodzaju glaucidium (Glaucidium Siebold et Zuccarini, Abh. Math.-Phys Cl. Königl. Bayer. Akad. 4(2): 184. 1845). Uważany jest za klad bazalny dla całej rodziny jaskrowatych, wyodrębniany jest też w odrębną podrodzinę Glaucidioideae, czasem nawet w randze rodziny Glaucidiaceae. Dawniej takson ten umieszczano także w rodzinie piwoniowatych (Paeoniaceae). Występuje w stanie dzikim w cienistych, wysokogórskich lasach na japońskich wyspach Hokkaido i Honsiu. 

## Morfologia
Bylina kłączowa tworząca okazałe kępy. Z kłącza wyrastają nierozgałęzione łodygi osiągające do 30 cm wysokości. Na łodydze osadzone są 2 dłoniastowrębne liście z 7–11 łatkami, w ogólnym zarysie sercowato-okrągłe, o średnicy do 20 cm. Blaszka liściowa na brzegu jest powcinana i ząbkowana. Za młodu liście są okryte białym kutnerem, z wiekiem łysieją i stają się ciemnozielone. Pojedyncze, okazałe kwiaty wyrastają na szczycie łodygi. Okwiat składa się z czterech jasnoniebieskich lub niebieskopurpurowych listków. Wewnątrz kwiatu znajdują się liczne pręciki z żółtymi pylnikami.